# Galeries Lafayette Haussmann

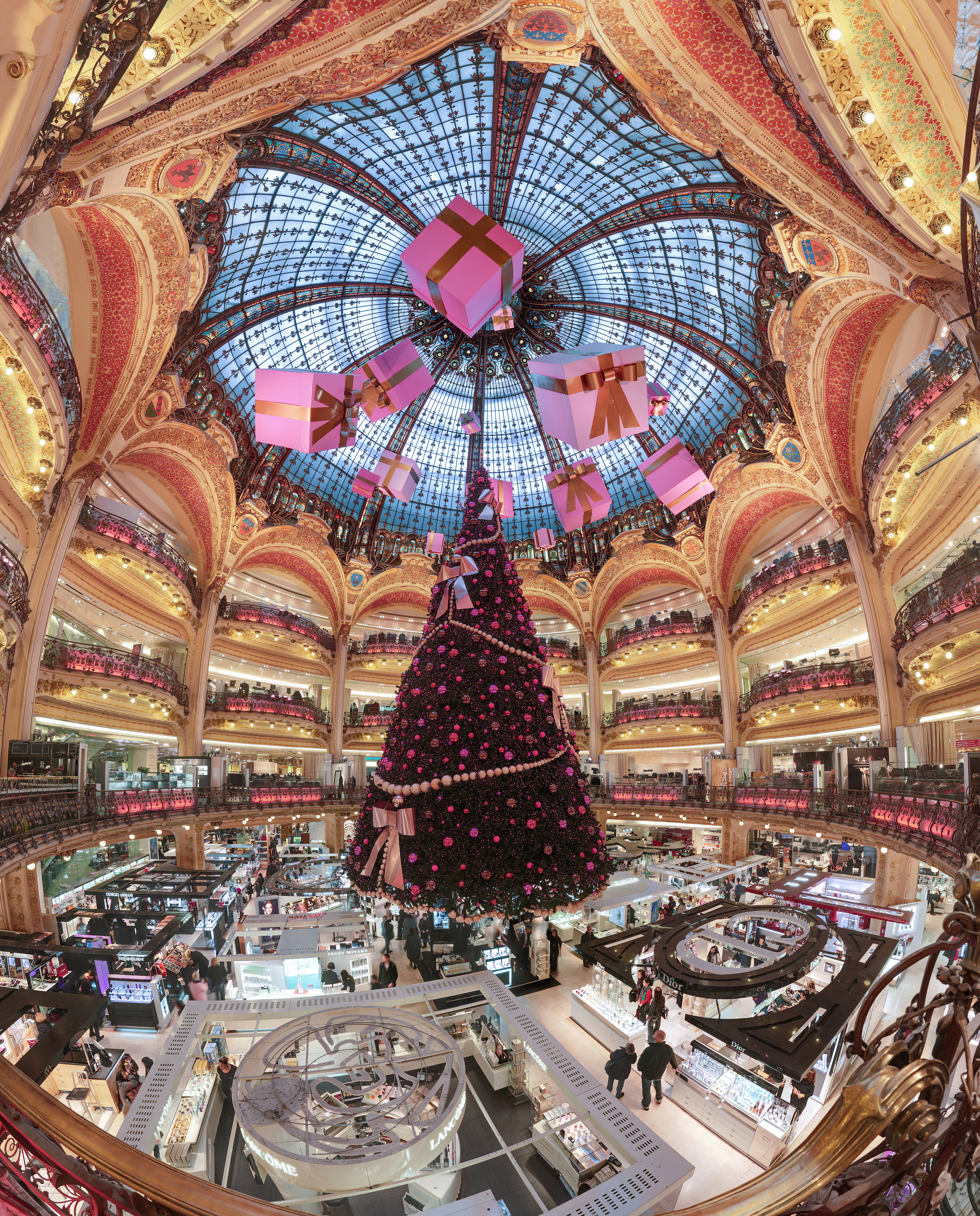
Cupola delle Galeries Lafayette Haussmann

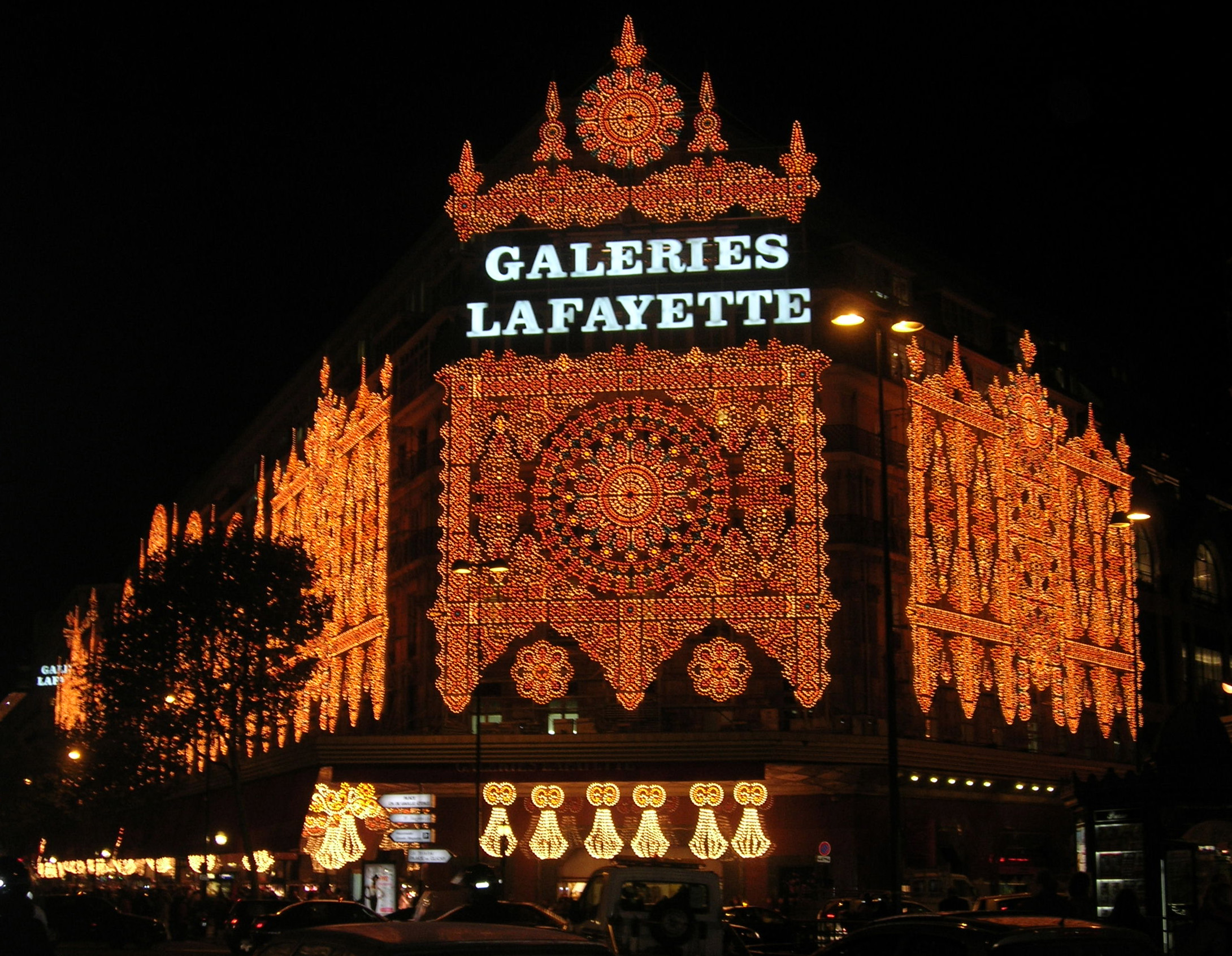
Illuminazioni natalizie

Le Galeries Lafayette Haussmann è un centro commerciale parigino situato in boulevard Haussmann, nel IX arrondissement. Appartiene al gruppo commerciale Galeries Lafayette, di cui è il primo ed il più importante centro commerciale. L'apertura risale al 1912. È un edificio in stile Art Nouveau.